# Poritia psophis
Poritia psophis är en fjärilsart som beskrevs av Hans Fruhstorfer 1917. Poritia psophis ingår i släktet Poritia och familjen juvelvingar. Inga underarter finns listade i Catalogue of Life.